# Гай Нимфидий Сабин
Гай Нимфидий Сабин (умер в 68 году) был преторианским префектом Преторианской гвардии во время правления римского императора Нерона с 65 года нашей эры до своей смерти в 68 году. 

## Биография
Он делил этот пост вместе с Офонием Тигеллином, заменив своего предыдущего коллегу Фения Руфа.
Во второй половине 60-х годов Нерон становился все более непопулярным среди народа и армии, что привело к ряду восстаний, которые в конечном итоге привели к его падению и самоубийству в 68 году.
Нимфидий принял участие в последнем заговоре против Нерона и убедил преторианскую гвардию покинуть его, но когда он попытался провозгласить себя императором, то был убит собственными солдатами.